# Rio Caeté (vattendrag i Brasilien, Acre)
Rio Caeté är ett vattendrag i Brasilien.   Det ligger i delstaten Acre, i den nordöstra delen av landet, 2 400 km väster om huvudstaden Brasília.